# ЛЗ77 и ЛЗ78
ЛЗ77 и ЛЗ88 су два алгоритма компресије без губитака. Створили су их Абрахам Лампел и Јаков Зив 1977. и 1978. године. Алгоритми су још познати и под називима ЛЗ1 те ЛЗ2 а уједно предсављају и основу за многобројне варијације разних алгоритама компресије и декомпресије као на пример ЛЗС алгоритам.
Обадва алгоритма су тзв. речник кодери. Тј, чувају одређену колицину података из задате датотеке коју компресују. ЛЗ77 током компресије подржава [[Клизни-прозор протокол|клизни-прозор] (Sliding window protocol) а једна од основних разлика између два алгоритма је та што ЛЗ77 свој посао почиње од самог почетка речника док ЛЗ78 има могућност случајног приступа било ком делу речника.

## ЛЗ77
Алгоритам ЛЗ77 тежи постичи компресију заменом низа података који се понављају референцом на један од њих који ће се налазити у некомпресованом делу датотеке. Да би цео поступак могао да се изведе алгориам мора памтити неку количину података за време извршавања поступка. Структуру у којој се ови подаци одржавају називамо клизни-прозор (Sliding window protocol) те кроз њу можемо провући последња 2, 4 или 32 килобајта података. Кодер мора задржати ове податке све док не постави референцу на сваки дупликат.
У следећој таблици показаћемо принцип рада овог алгоритма коришћењем речника бафера величине 12, те величине 9. Положај уз десну ивичу речника се приликом компримације мора узети у обзир а као производ рада алгоритма имамо колону излаз (последњу колону наше табеле).
Бафери раде по принципу клизних-прозора. Податак који уђе у бафер мораће проћи дужину речника и поставити референце на све дупликате. Овакав начин рада неће бити временски најефикаснији, али ће резултат бити ефикасан јер у бафер ни једног тренутка неће доспети неки дупликат.
| Линија    | 12       | 11       | 10       | 9        | 8        | 7        | 6        | 5        | 4        | 3        | 2        | 1        | 0 | 1 | 2 | 3        | 4        | 5        | 6        | 7        | 8        | 9        |                                  | Излаз      |
| 1         | (Празно) | (Празно) | (Празно) | (Празно) | (Празно) | (Празно) | (Празно) | (Празно) | (Празно) | (Празно) | (Празно) | (Празно) | a | a | c | a        | a        | c        | a        | b        | c        | a        | {\displaystyle \Longrightarrow } | (0,0,"a")  |
| 2         | (Празно) | (Празно) | (Празно) | (Празно) | (Празно) | (Празно) | (Празно) | (Празно) | (Празно) | (Празно) | (Празно) | a        | a | c | a | a        | c        | a        | b        | c        | a        | b        | {\displaystyle \Longrightarrow } | (1,1,"c")  |
| 3         | (Празно) | (Празно) | (Празно) | (Празно) | (Празно) | (Празно) | (Празно) | (Празно) | (Празно) | a        | a        | c        | a | a | c | a        | b        | c        | a        | b        | a        | a        | {\displaystyle \Longrightarrow } | (3,4,"b")  |
| 4         | (Празно) | (Празно) | (Празно) | (Празно) | a        | a        | c        | a        | a        | c        | a        | b        | c | a | b | a        | a        | a        | c        | (Празно) | (Празно) | (Празно) | {\displaystyle \Longrightarrow } | (3,3,"a")  |
| 5         | a        | a        | c        | a        | a        | c        | a        | b        | c        | a        | b        | a        | a | a | c | (Празно) | (Празно) | (Празно) | (Празно) | (Празно) | (Празно) | (Празно) | {\displaystyle \Longrightarrow } | (12,3,"$") |
| завршетак |          |          |          |          |          |          |          |          |          |          |          |          |   |   |   |          |          |          |          |          |          |          |                                  |            |

## ЛЗ78
ЛЗ78 алгоритам пак компресију врши тако што у речник карактере смешта на следећи начин: речник[индекс] = {индексПретходног, карактер}. Дакле податке буквално "везује" једне за друге одговарајућим индексом тако што ће му доделити индекс претходног с тим да ће карактере смештати "од назад" да би испис могао да функционише.
Пример: ако желимо да сместимо карактере АБЦ урадићемо на следећи начин речник[1] = {0, 'А'}, речник[2] = {1, 'Б'}, речник[3] = {2, 'Ц'}. 
Уколико се при додавању новог карактера у речник дати карактер већ пронађе унутар њега, неће се додавати поново исти карактер већ ће се индекс променити да би могао да приступи више позиција. Уколико карактер није пронађен у речнику поступак је класичан и очекиван, на ново место са новим индексом га додајемо и памтимо му индекс претходног.